# Giorgio Parisi
Giorgio Parisi (født 4. august 1948) er en italiensk teoretisk fysiker, hvis forskning har været fokuseret på kvantefeltteori, komplekse systemer og statistisk mekanik. Hans bedst kendte bidrag omhandler udvikling i kvantekromodynamik i forbindelse med ligninger for partoners densitet, som han udviklede sammen med Guido Altarelli, der har fået navnet Altarelli–Parisi eller DGLAP-ligninger, der er den eksakte løsning på Sherrington–Kirkpatrick modelen for spinglas, Kardar–Parisi–Zhangligningen beskriver den dynamiske skalering af voksende grænseflader og studiet af sværme.
Han modtog nobelprisen i fysik i 2021 sammen med Klaus Hasselmann og Syukuro Manabe for deres banebrydende bidrag til teorien for komplekse systemer, og særligt "for opdagelsen af samspillet mellem uorden og fluktuationer i fysiske systemer fra atomar til planetar skala."